# Lake Wilson, Antarktis
Lake Wilson är en sjö i Antarktis. Den ligger i Östantarktis. Australien gör anspråk på området. Lake Wilson ligger 180 meter över havet.